# Vitträsket (Råneå socken, Norrbotten, 734150-177077)
Vitträsket är en sjö i Bodens kommun i Norrbotten och ingår i Råneälvens huvudavrinningsområde. Sjön har en area på 1,22 kvadratkilometer och ligger 38 meter över havet. Vitträsket ligger i Råneälven Natura 2000-område.

## Delavrinningsområde
Vitträsket ingår i det delavrinningsområde (734227-176948) som SMHI kallar för Utloppet av Vitträsket. Medelhöjden är 64 meter över havet och ytan är 5,3 kvadratkilometer. Det finns inga avrinningsområden uppströms utan avrinningsområdet är högsta punkten. Vattendraget som avvattnar avrinningsområdet har biflödesordning 2, vilket innebär att vattnet flödar genom totalt 2 vattendrag innan det når havet efter 42 kilometer. Avrinningsområdet består mestadels av skog (61 procent). Avrinningsområdet har 1,33 kvadratkilometer vattenytor vilket ger det en sjöprocent på 25,1 procent.